# غرايم باين
غرايم باين (بالإنجليزية: Graeme Payne)‏ (13 فبراير 1956 بدندي في المملكة المتحدة - ) هو لاعب كرة قدم بريطاني في مركز جناح. لعب مع دندي يونايتد وسانت جونستون ونادي بريتشين سيتي ونادي اربوراث ونادي غرينوك مورتون.

## وصلات خارجية
- غرايم باين على موقع قاعدة بيانات كرة القدم.إي يو (الإنجليزية)